# Taberg
Taberg is een plaats in de gemeente Jönköping in het landschap Småland en de provincie Jönköpings län in Zweden. De plaats heeft 4223 inwoners (2005) en een oppervlakte van 335 hectare.

## Verkeer en vervoer
De plaats heeft een station aan de spoorlijn Jönköping - Vaggeryd.